# Michel Ollivary
Michel Ollivary (né le 12 mars 1945 à Marseille) est un athlète français, spécialiste du saut à la perche.

## Biographie
Il est sacré champion de France du saut à la perche en 1970 à Colombes avec la marque de 5,05 m.
Lors des championnats d'Europe en salle 1971 organisés en Bulgarie, il est classé 14e de sa discipline avec un saut de 4,60 m [2].